# دمنهور (مركز)
مركز دمنهور، مركز إداري مصري. يقع في شمال شرق محافظة البحيرة الواقعة أقصى شمال جمهورية مصر العربية. مدينة دمنهور عاصمة المركز لكنه لا يشملها.